# Hecho (España)
Hecho  (en aragonés Echo) es una localidad española y capital del municipio de Valle de Hecho, comarca de la Jacetania, en la provincia de Huesca, Aragón.
En 2021 tenía 539 habitantes. 

## Geografía
La localidad está situada en sobre el valle de Hecho, a 800 m s. n. m., el Aragón Subordán pasa por al lado de la localidad. Parte de su término municipal está ocupado por el parque natural de los Valles Occidentales y el paisaje protegido de las Fozes de Fago y Biniés.

## Geografía humana

### Demografía
| Gráfica de evolución demográfica de Hecho entre 1842 y 1970 |
| |
| Población de derecho según los censos de población del INE Población de hecho según los censos de población del INEEntre el censo de 1877 y el anterior, crece el término del municipio porque incorpora a 22640 (Siresa) Entre el censo de 1981 y el anterior, este municipio desaparece porque se agrupa en el municipio 22901 (Valle de Hecho) |

## Patrimonio
- Restos del Fuerte de Ysil, declarado BIC en resolución del 17/04/2006 publicado en el BOA del 22/05/2006[5][6]

## Lengua
En Hecho se habla el aragonés cheso, una variante propia del municipio de Hecho y Aragüés del Puerto.

## Personas ilustres
- Domingo Miral y López
- Veremundo Méndez Coarasa
- Rosario Ustáriz Borra